# Маклафлин, Джек (пловец)
Джек Маклафлин (англ. Jack McLoughlin; род. 1 февраля 1995, Южный Брисбен) − австралийский пловец, чемпион Игр Содружества в 2018 году,, чемпион мира 2019 года, серебряный призёр летних Олимпийских игр 2020 в Токио в плавании на 400 метров вольным стилем.

## Биография и спортивная карьера
Родился 1 февраля 1995 года Южный Брисбен, Квинсленд, Австралия.
Он участвовал в соревновании на 1500 метров вольным стилем среди мужчин на Летних Олимпийских играх 2016 года. На Играх Содружества 2018 Маклафлин выиграл золотую медаль в том же виде и серебро на дистанции 400 метров вольным стилем. Осенью 2019 года он стал членом первой Международной плавательной лиги в составе команды New York Breakers, которая выступала в Американском дивизионе.
Карьера
Маклафлин соревновался в беге на 1500 метров вольным стилем на Олимпийских играх в Рио-де-Жанейро (Бразилия). На чемпионате мира 2017 года в Будапеште, Венгрия, Маклафлин участвовал в марафонском беге и плавании вольным стилем. В марафоне он занял двадцать третье место в дистанции пяти километров и четвертое место в командной эстафете на пять километров.
На чемпионате Пан-Тихоокеанского региона 2018 года в Токио (Япония), Маклафлин участвовал в соревнованиях на дистанции 400, 800 и 1500 метров вольным стилем; он финишировал первым в беге на 400 метров вольным стилем (3: 44,20), третьим в беге на 800 метров вольным стилем (7: 47,31) и четвертым на дистанции 1500 метров вольным стилем (14: 44,92).
На чемпионате мира 2019 года в Кванджу (Корея), Маклафлин соревновался в дистанциях 400, 800, 1500 и 4x200 метров вольным стилем. Он финишировал шестым в дистанции 400 метров вольным стилем (3: 45,19), четвертым в дистанции 800 метров вольным стилем (7: 42,64) и первым в дистанции 4x200 метров вольным стилем.

## Олимпиада 2020 в Токио
На Олимпиаде в Токио Джек Маклафлин завоевал серебряную медаль в финале заплыва на 400 м вольным стилем, уступив первенство пловцу из Туниса Ахмеду Хафнауи.